# Fårnos
Fårnos es el nombre de una variedad cultivar de manzano (Malus domestica). 
Un híbrido de manzana, variedad antigua de la herencia originaria de Suecia. Las frutas son medianas la carne que está suelta tiene un sabor dulce y jugoso. Adecuado su cultivo en Suecia en la zona de rusticidad delimitada por el departamento USDA, de nivel 1.

## Sinonimia
- "Fårnosäpple".

## Historia
Eneroth, escribe sobre la variedad en su pomología. 'Nannet Fårnos' es una traducción del alemán "Schafsnase" (nariz de oveja), que es un nombre colectivo para varias de las principales variedades de manzanas. La variedad que Eneroth tenía en mente era la que en Alemania se denominaba "Süsse gestreifte Schafsnase" (manzana "Nariz de oveja"), y que en aquella época se encontraba en Gotland y en Kalmar.

(Sueco)

Frukten är medelstor, koniskt toppig från bred bas, mycket kantig, roseneldflammig på gul botten, med stora, breda, långa kärnor och gulvitt, angenämt kött - Dess egenskaper måste vi tills vidare lamna därhän (1860). Det är en tidig vinterfrukt. Trädet är bördigt..

(Español)

El fruto es de tamaño mediano, puntiagudo cónico de base ancha, muy anguloso, rosado-inflamable sobre fondo amarillo, con semillas grandes, anchas, alargadas y pulpa agradable de color blanco amarillento - Sus propiedades debemos dejarlas por ahora (1860). Es una fruta de principios de invierno. El árbol es fértil.

Eneroths beskrivning - Descripción de Eneroth

La variedad de manzana 'Fårnos' en Gotland, las narices de ovejas suelen llamarse narices de cordero, porque las ovejas de la isla son iguales a los corderos. En las exhibiciones de frutas en Visby 1982-83, se presentaron varios tipos de "narices de cordero" de diferentes colores. La descripción de la variedad se hizo en 1988 después de que Agneta Herlitz recolectara frutas en Gotland en el Monasterio de Roma en 1984, se recibieron frutas de un jardín de 100 años. Su descripción está incluida en la relación de manzanas cultivadas en Suecia en el libro "Äpplen i Sverige : 240 äppelsorter i text och bild."-(Manzanas en Suecia: 240 variedades de manzanas en texto e imagen).

## Características
'Fårnos' es un árbol de un vigor fuerte. Tiene un tiempo de floración que comienza a partir del 28 de abril con el 10% de floración, para el 4 de mayo tiene una floración completa (80%), y para el 11 de mayo tiene un 90% caída de pétalos.
'Fårnos' tiene una talla de fruto mediano; forma cónica, con el contorno abombado en la zona peduncular con un claro estrechamiento y reducción de volumen en la zona calicina ; con nervaduras medias, y corona media; piel fina y ligeramente brillante, además de grasa, epidermis con color de fondo es amarillo, con un sobre color de rosado leve a rosado más intenso, importancia del sobre color de medio (45-55%), y patrón del sobre color chapa / rayas, presenta algunas rayas discontinuas jaspeadas de color más intenso, y algunas de las franjas se extienden hacia las caras sombreadas, lenticelas de tamaño pequeño, ruginoso-"russeting" (pardeamiento áspero superficial que presentan algunas variedades) muy bajo; cáliz es pequeño y cerrado, enclavado en una cuenca estrecha y poco profunda, con una ligera corona; pedúnculo es de longitud medio y de calibre medio, enclavado en una cuenca media; carne de color blanco amarillento, pulpa con textura suelta y sabor dulce jugoso.
La manzana madura entre los meses de octubre a noviembre, y luego se puede almacenar durante aproximadamente un mes .

## Usos
Una buena manzana para comer fresca en postre de mesa.

## Ploidismo
Diploide, polen auto estéril, para su polinización necesita variedad de manzana con polen compatible.

## Susceptibilidades
Presenta cierta resistencia a la sarna del manzano y al mildiu.